# Seiiči Furuja
Seiiči Furuja (古屋 誠一, Furuja Seiiči, * 1950, Izu) je japonský fotograf a architekt.

## Životopis
Jako student Furuja studoval architekturu a poté strávil dva roky na Tokijské škole fotografie. V roce 1973 opustil svá studia a rodné Japonsko a cestoval. V Rakousku, kde žil od roku 1982, se seznámil a oženil se s Christinou Gösslerovou. V letech 1984 až 1987 žil ve východním Berlíně a pracoval jako překladatel. Christine se měla stát hlavním předmětem jeho fotografování až do své sebevraždy v roce 1985. Jeho poslední fotografie jsou její boty, úhledně umístěné u okna, ze kterého právě vyskočila, a její tělo, vypadlé ze stejného okna, na zemi o devět pater níže.  Dnes Furuja žije ve Štýrském Hradci.